# Midwest City
Midwest City is een plaats (city) in de Amerikaanse staat Oklahoma, en valt bestuurlijk gezien onder Oklahoma County.

## Demografie
Bij de volkstelling in 2000 werd het aantal inwoners vastgesteld op 54.088.
In 2006 is het aantal inwoners door het United States Census Bureau geschat op 55.161, een stijging van 1073 (2,0%).

## Geografie
Volgens het United States Census Bureau beslaat de plaats een oppervlakte van
63,7 km², geheel bestaande uit land. Midwest City ligt op ongeveer 382 m boven zeeniveau.

## Plaatsen in de nabije omgeving
De onderstaande figuur toont nabijgelegen plaatsen in een straal van 8 km rond Midwest City.

## Geboren
- Royce D. Applegate (1939-2003), acteur en scenarioschrijver